# Adrian Kunz
Adrian Kunz (Oberdiessbach, 7 juli 1967) is een Zwitsers voetbalcoach en voormalig voetballer die speelde als aanvaller.

## Carrière
Kunz speelde gedurende zijn spelersloopbaan voor Neuchâtel Xamax, FC Bulle, BSC Young Boys, FC Sion, Werder Bremen, FC Zürich, FC Aarau, SC Düdingen en FC Langenthal. Met Neuchâtel Xamax werd hij kampioen in 1988 en met FC Sion won hij de beker in 1995. Met Bremen won hij de UEFA Intertoto Cup in 1998.
Kunz speelde 12 interlands voor Zwitserland waarin hij twee keer kon scoren.
Na zijn spelersloopbaan werd hij assistent-coach en coach van verscheidene teams in eigen land.

## Erelijst
- Neuchâtel Xamax
  - Landskampioen: 1988
- FC Sion
  - Zwitserse voetbalbeker: 1995
- Werder Bremen
  - UEFA Intertoto Cup: 1998